# Projeto Calha Norte

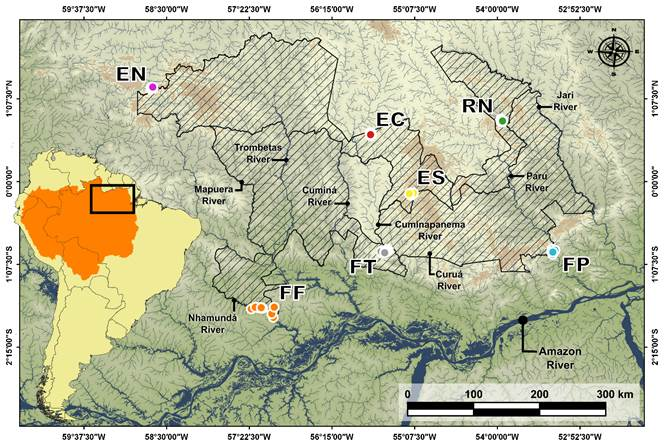
Mapa da região destacando suas unidades de conservação: Floresta Estadual de Faro (FF), Floresta Estadual de Trombetas (FT), Estação Ecológica Grão-Pará (EN, EC, ES), Reserva Biológica Maicuru (RN) e Floresta Estadual do Paru (FP).

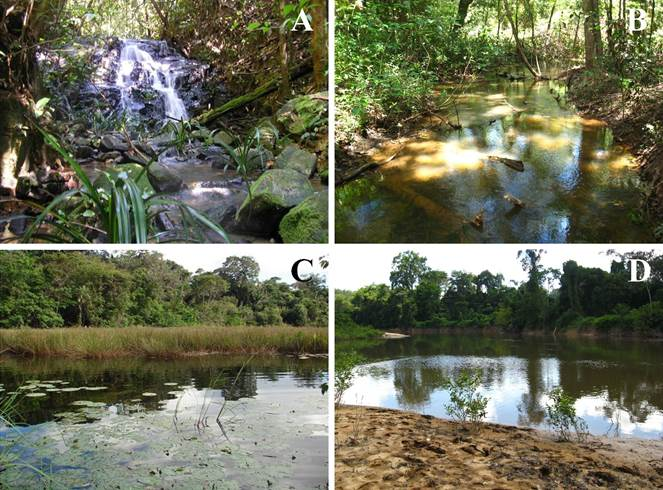
Habitats aquáticos

O Projeto Calha Norte, cujo título integral é "Desenvolvimento e segurança na região ao norte das calhas dos rios Solimões e Amazonas: Projeto Calha Norte", é um programa de desenvolvimento civil e militar na Região Norte do Brasil. Subordinado ao Ministério da Defesa do Brasil a partir da década de 1990, o projeto foi criado no início do governo José Sarney em 1985, tendo como objetivos fundamentais tanto de proteção quanto o povoamento das fronteiras do Brasil com a Bolívia, o Peru, a Colômbia, a Venezuela, a Guiana, o Suriname e a Guiana Francesa, na região amazônica. As Forças Armadas tiveram grande envolvimento na execução do projeto.
|                  |  |  |
| Peixes da região |  |  |

## Fases
Entre 1985 a 2003, projeto Calha Norte abrangia uma área total de cerca de 1 500 000 km quadrados, abarcando 74 municípios em quatro unidades federativas, sendo 33 no Amazonas, 16 no Amapá, 15 em Roraima e 10 no Pará. Cobria uma área de fronteira de 7 413 km de extensão com o Peru, a Colômbia, a Venezuela, a Guiana, o Suriname e a Guiana Francesa.
De 2003 a 2005, o programa foi expandido para os estados do Acre e Rondônia, totalizando 151 municípios da região norte, dos quais pertenciam 45 ao Amazonas, 27 à Rondônia, 26 ao Pará, 22 ao Acre, 16 ao Amapá e 15 à Roraima. A área limítrofe de fronteira também cresceu para 10.938km, incluindo limites territoriais com a Bolívia. A área total coberta pelo Calha Norte abrangia àquela altura 2 186 252 km quadrados, cerca de 25% do território brasileiro.
Entre 2006 a 2010, foram incorporados ao projeto mais 43 municípios, totalizando 194, sendo 62 no Amazonas, 52 em Rondônia, 27 no Pará, 22 no Acre, 16 no Amapá e 15 em Roraima, e abrangendo uma área de 2.743.986 km quadrados, cerca de 32% do território nacional.
Segundo o Ministério da Defesa, o programa, durante a década de 2010, atendia a 379 municípios em seis estados, sendo que destes, 167 municípios ficam nos 13 938 km de área de fronteira. Com 160 quilômetros de largura ao longo de 6,5 mil quilômetros de fronteiras com os países vizinhos, essa faixa abriga quase 20 milhões de pessoas e ocupa 3 123 986 km², uma área correspondente a 44,8% do território nacional.

## Histórico
Objetivando a melhoria da infraestrutura do território nacional situada ao norte da calha do Rio Solimões e do Rio Amazonas e criar povoados na região, dificultando invasões pela fronteira, um grupo de trabalho interministerial gestou o projeto Calha Norte, cujas missões pioneiras eram: incrementar as relações bilaterais com os países fronteiriços; aumentar a presença militar na área; intensificar as campanhas de recuperação dos marcos limítrofes; definir uma política indigenista apropriada na região. Com esses intuitos, o governo federal iniciou a construção da rodovia Perimetral Norte e delimitou uma área militarizada entre a rodovia e as fronteiras com a Colômbia, a Venezuela, a Guiana, o Suriname e a Guiana Francesa. Nesta primeira fase, o projeto abrangia uma faixa territorial correspondente a 14% do território nacional, a qual concentrava 22,7% da população indígena brasileira, e onde foram instaladas diversas bases militares, das quais surgiram pequenas cidades no entorno.
Durante a década de 1980, uma das preocupações geopolíticas dos militares brasileiros era evitar incursões de guerrilheiros, como os das Forças Armadas Revolucionárias da Colômbia, sendo que mais de cem deles teriam entrado em território brasileiro em 1985, fazendo reféns em busca de abastecimento.
No início da década de 1990, já sob o governo Collor, o Calha Norte deixou a lista de prioridades do país. Sua reativação voltou a ser discutida no final de 1995, já no governo FHC, quando a Secretaria de Assuntos Estratégicos convocou reuniões interministeriais para estudar o assunto. No final da década, o programa passou a receber mais verbas.